# Melchior Nicolai

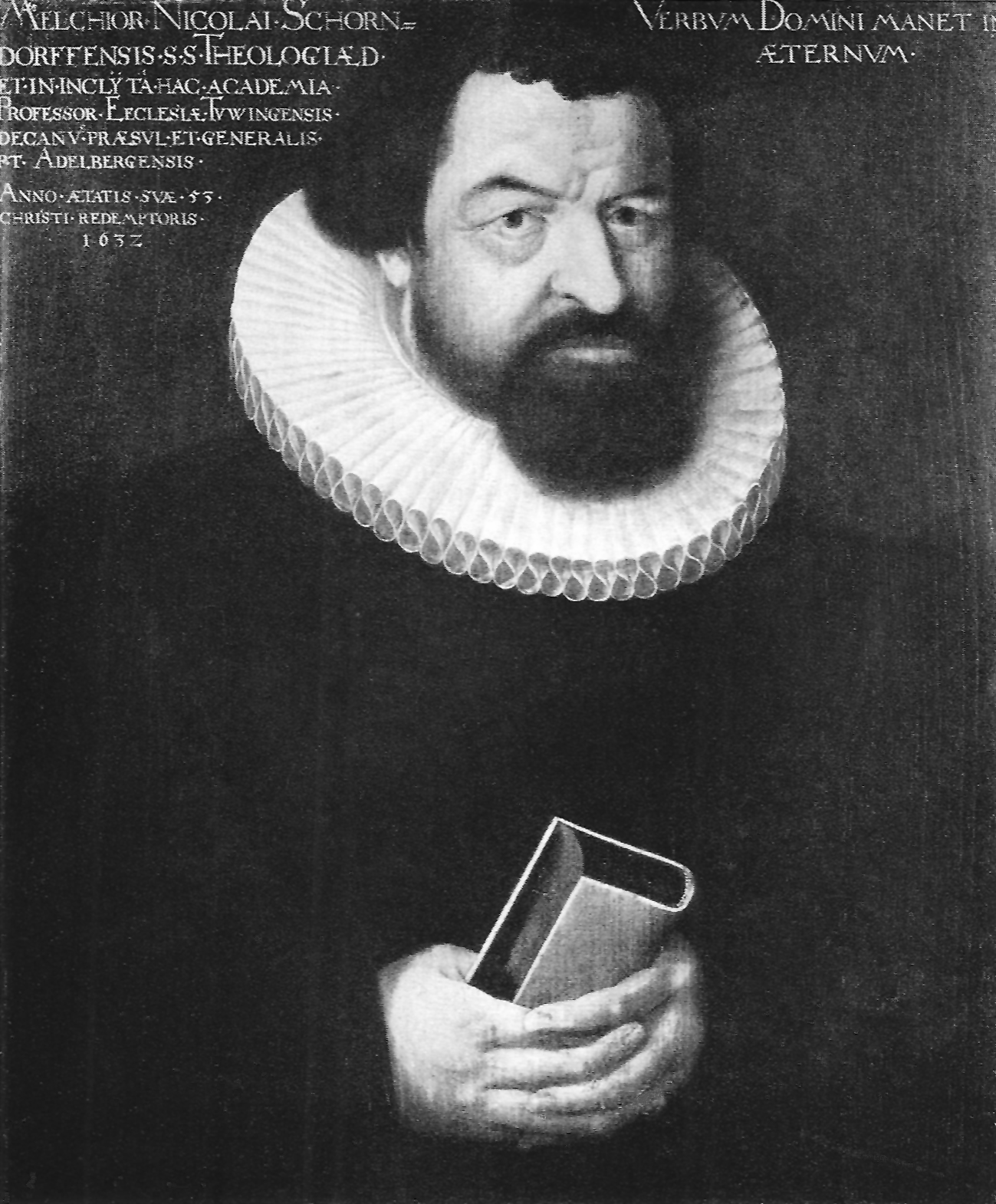
Melchior Nicolai auf einem Gemälde von Conrad Melperger in der Tübinger Professorengalerie

Melchior Nicolai (* 4. oder 14. Dezember 1578 in Schorndorf; † 13. August 1659 in Stuttgart) war Theologe sowie Konsistorialrat und Propst.

## Leben und Wirken
Melchior Nicolai war der Sohn von Melcher Nicolai, eines Gerichtsverwandten in Schorndorf, und dessen Ehefrau Ursula Nicolai, geb. Sattler. Nach dem frühen Tod seiner Mutter wurde er von seiner Stiefmutter sorgsam erzogen und wegen seiner Begabung zum Studium der Theologie bestimmt. Unter anderem wegen seiner schwächlichen Gesundheit gaben ihn seine Eltern einem verwandten Bäcker in Herrenberg in die Lehre, bald kehrte er aber zu der zuvor angestrebten Laufbahn zurück, zu der er sich auch vorzüglich eignete.
Er studierte in Tübingen und erhielt dort am 15. Februar 1598 als erster unter 50 Altersgenossen seinen Magister. Er hatte sehr gute Latein- und Griechischkenntnisse und war mit den Naturwissenschaften, besonders mit der Astronomie, vertraut. Nach dem Studium wurde er württembergischer Sitte entsprechend Vikar, und zwar in Adelberg bei Lucas Osiander dem Älteren, später (1601) Diakon in Waiblingen. Nach fünf Jahren übernahm er 1608 die Pfarrstelle in Stetten, wo er gegen täuferische Sekten zu kämpfen hatte, und wurde dann 1617 Dekan in Marbach am Neckar.
1619 wurde er als außerordentlicher Professor der Theologie an Hiemers Stelle nach Tübingen berufen. Anfangs hatte er Schwierigkeiten mit den anderen Mitgliedern der Fakultät, die in einen heftigen Streit mit der Gießener theologischen Fakultät über die Lehre von der Person Christi verwickelt waren. Seine untergeordnete Stellung erschien ihm unwürdig, und er wurde in Predigten angegriffen. Die Fakultät ihrerseits, die ihre besondere württembergische Orthodoxie als Ehrensache behandelte, warf ihm eine Zuneigung für die Ansichten von Balthasar Mentzer vor, ja sie beschuldigte ihn geradezu „grober Calvinianischer und Nestorianischer Irrthumben“.
In wiederholten Konferenzen erklärte Nicolai zwar, seine Ansichten für sich behalten zu wollen, aber die Zwistigkeiten, die auch zu Ohren des streng orthodoxen Herzogs Johann Friedrich kamen, hatten zur Folge, dass Nicolai 1621 auf die Prälatur Anhausen versetzt werden sollte. Auf Fürbitte des Senates für den schwer betroffenen Collegen nahm der Herzog seine Resolution zurück, Nicolai gab jeden Widerstand auf und wurde ein tapferer Mitstreiter seiner Fakultätsgenossen. Trotzdem wurde er schon 1625 als Prälat nach Lorch und 1628 nach Adelberg befördert. 1629 musste er nach dem Restitutionsedikt das Kloster räumen.
1631 wurde er an Theodor Thumms Stelle als ordentlicher Professor nach Tübingen berufen. Seine ganze Mannhaftigkeit zeigte er während der furchtbaren Ereignisse, denen die Stadt und Universität während des Dreißigjährigen Krieges, besonders nach der Schlacht von Nördlingen ausgesetzt waren. Gegen die Jesuiten, mit denen er oft eine Kanzel zu teilen hatte, verteidigte er unerschrocken und gewandt die evangelische Lehre, selbst persönliche Misshandlungen, die er deshalb zu erdulden hatte („eine gottlose Kriegsgurgel tractirte ihn übel mit Faust und gezogenem Degen“) entmutigten ihn nicht. Ihm gebührt der Ruhm, dass ohne ihn das Evangelische Stift in Tübingen, dessen Superintendent er war, wohl zerfallen wäre.
1632 wurde er Rektor und 1639 Vizekanzler der Universität Tübingen. 1649 wurde er als Konsistorialrat und Propst nach Stuttgart berufen. Neun Jahre bekleidete er hoch angesehen dies kirchliche Amt, nach kurzer Krankheit starb er am 13. August 1659 und wurde am 16. August 1659 in der Stiftskirche begraben.

## Familie
1608 heiratete er Katharina Detz genannt Nutzbeck († 1631). 1632 heiratete er Margarethe Thumm, die Witwe seines ehemaligen Kollegen Thumm.

## Schriften
Gegen die Gießener gerichtet war seine dogmatische Hauptschrift: „Consideratio quatuor quaestionum controversiarum de profundissima κενώσει Dom. Jesu Christi.“ (Tübingen 1622. Zweite Auflage 1676). Gegen die jesuitischen Angriffe auf die Reformation und auf Martin Luther schrieb er: „Symbolum Lutheranum“ (Tübingen 1624).

## Rezeption
In seinen Schriften zeichnet er sich durch seine im Studium des Aristoteles erworbene dialektische Gewandtheit aus. Seine theologischen Schriften waren wegen des Zeitgeistes und seiner Eigenart meist polemischer Art: „wider alle Schwetzer und Ketzer gegen Papisten, Calvinisten und Wiedertäuffer“, schrieb sein Biograph, „vertheidigte er die wahre Religion“.